# Jessica Henwick

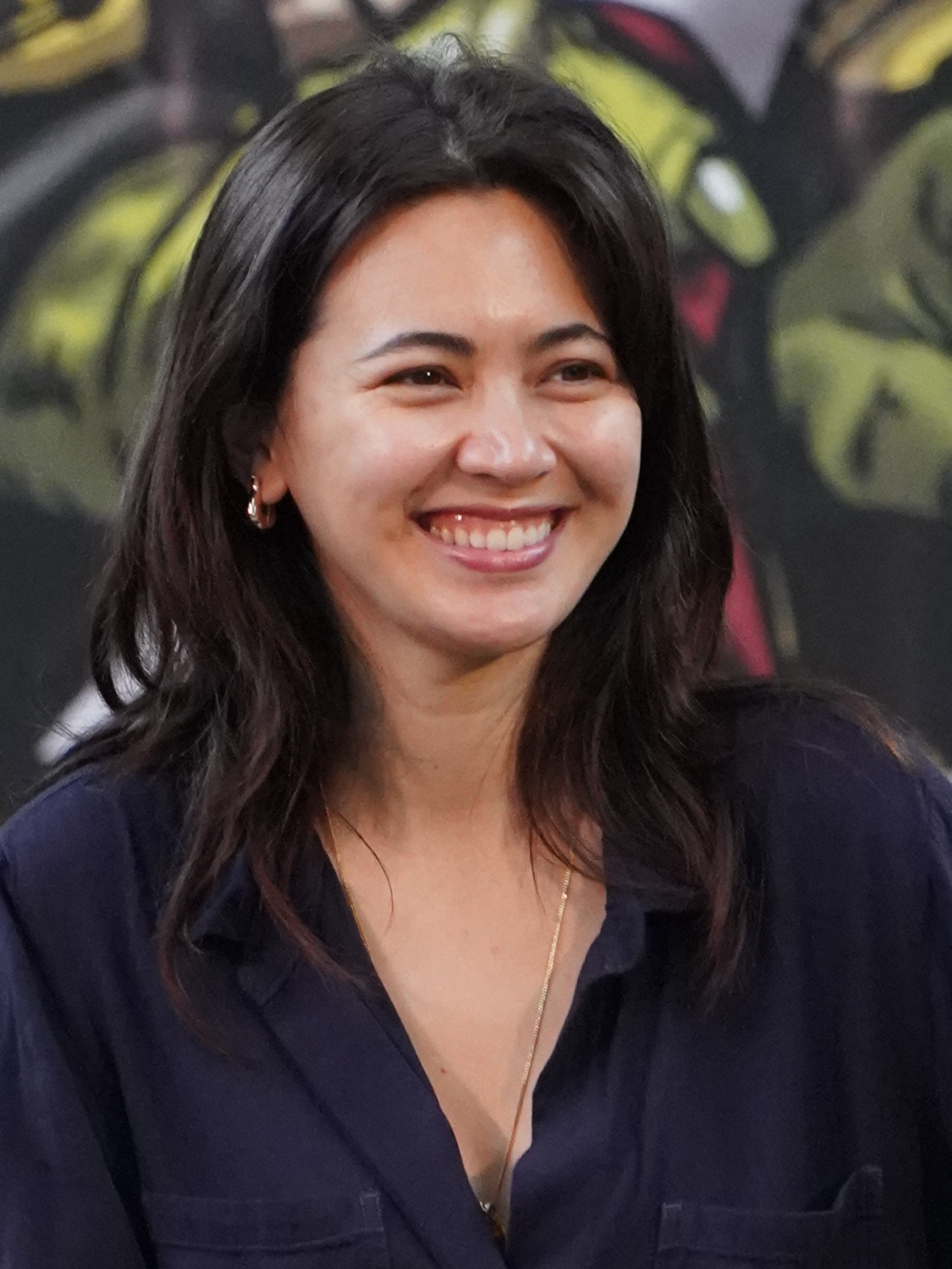
Jessica Henwick (2023)

Jessica Yu Li Henwick (ur. 30 sierpnia 1992 w Surrey) –  angielska aktorka, która wystąpiła w filmie Matrix Zmartwychwstania i serialach: Gra o tron, Iron Fist oraz Defenders.

## Filmografia
| Rok       | Tytuł                               | Rola                     | Uwagi                 |
| --------- | ----------------------------------- | ------------------------ | --------------------- |
| 2010      | Spirit Warriors                     | Bo                       | serial, 10 odc.       |
| 2012      | The Thick of It                     | Charlotte                | serial, 1 odc.        |
| 2014      | Balsa Wood                          | Scotty                   | krótkometrażówka      |
| 2014      | Obsession: Dark Desires             | Jane Jeong Trenka        | serial, 1 odc.        |
| 2014      | Silk                                | Amy Lang                 | serial, 5 odc.        |
| 2014      | Lewis                               | Chloe                    | serial, 2 odc.        |
| 2015      | Dragonfly                           | Paula Reid               | film                  |
| 2015      | The Heart of the Forest             | Akira                    | film                  |
| 2015–2016 | Dreamfall Chapters                  | Enu / Hanna Roth         | głos, gra komputerowa |
| 2015–2017 | Gra o tron                          | Nymeria Sand             | serial, 8 odc.        |
| 2015      | Gwiezdne wojny: Przebudzenie Mocy   | Jessika Pava             | film                  |
| 2016      | The Headhunter                      | Aiko Koo                 | film                  |
| 2017      | Fortitude                           | Bianca                   | serial, 1 odc.        |
| 2017      | Rice on White                       | Elena                    | film                  |
| 2017–2018 | Iron Fist                           | Colleen Wing             | serial, gł. obsada    |
| 2017      | Nowość                              | Joanne                   | film                  |
| 2017      | Defenders                           | Colleen Wing             | serial, 6 odc.        |
| 2018      | Luke Cage                           | Colleen Wing             | 1 odc.                |
| 2018      | Prius B*tch                         | Basic Boo                | krótkometrażówka      |
| 2019      | Baliko                              | Mara                     | krótkometr.           |
| 2020      | Głębia strachu                      | Emily                    | film                  |
| 2020      | Na lodzie                           | Fiona                    | film                  |
| 2020      | Miłość i potwory                    | Aimee                    | film                  |
| 2020–2025 | Blood of Zeus                       | Alexia (głos)            | serial, gł. obsada    |
| 2021      | Matrix Zmartwychwstania             | Bugs                     | film                  |
| 2021–2023 | Moley                               | Dotty (głos)             | serial, gł. rola      |
| 2021–2022 | Blade Runner: Black Lotus           | Elle / Water Lily (głos) | serial, 12 odc.       |
| 2022      | Gray Man                            | Suzanne Brewer           | film                  |
| 2022      | Glass Onion: Film z serii „Na noże” | Peg                      | film                  |
| 2023      | The Royal Hotel                     | Liv                      | film                  |
| 2024      | Cuckoo                              | Beth                     | film                  |
| 2024      | Zmierzch bogów                      | Sandraudiga (głos)       | serial, 3 odc.        |
| 2025      | Silos                               | Helen                    | serial, 1 odc.        |